# 海怡半島駅

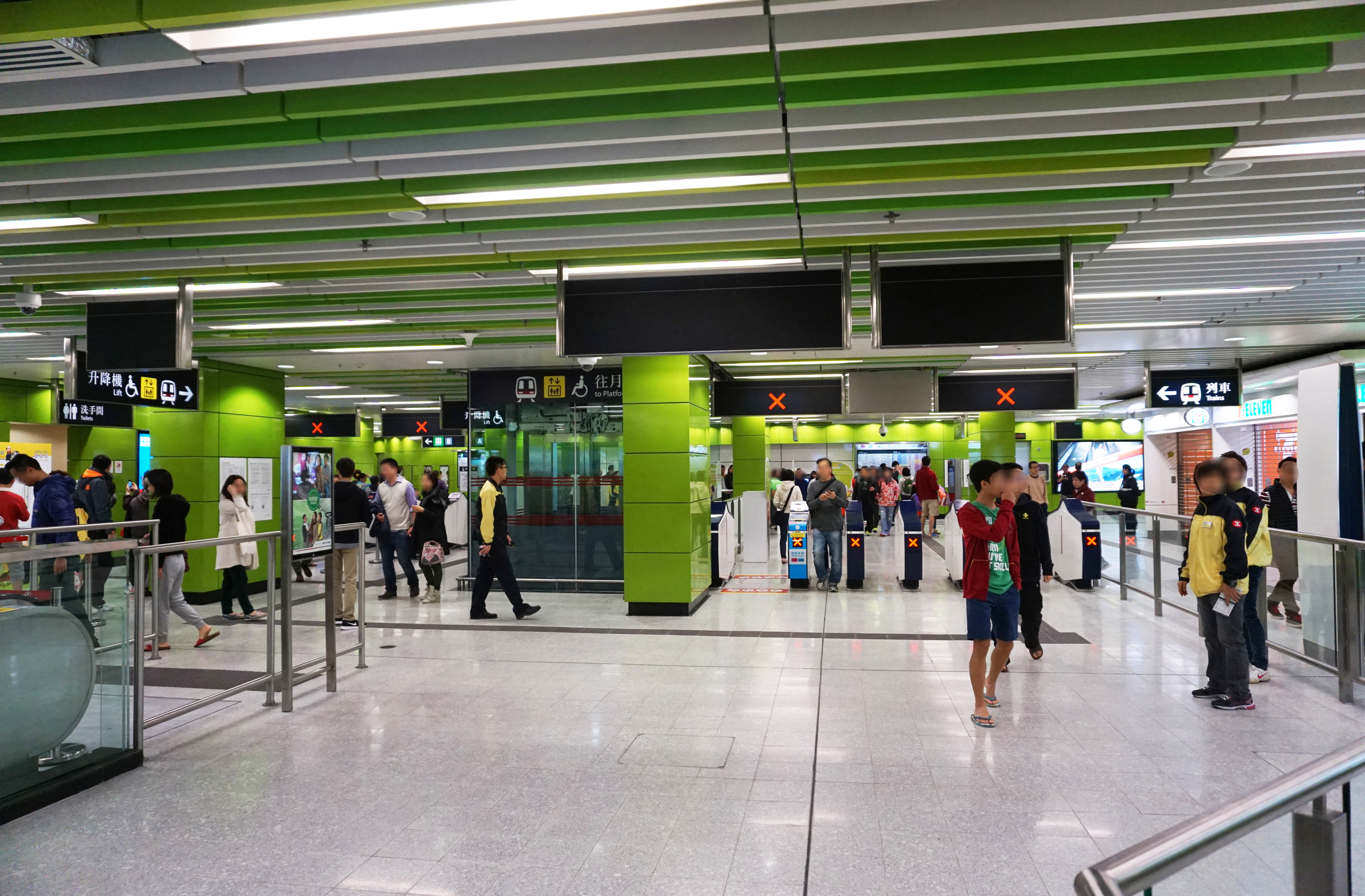
コンコース

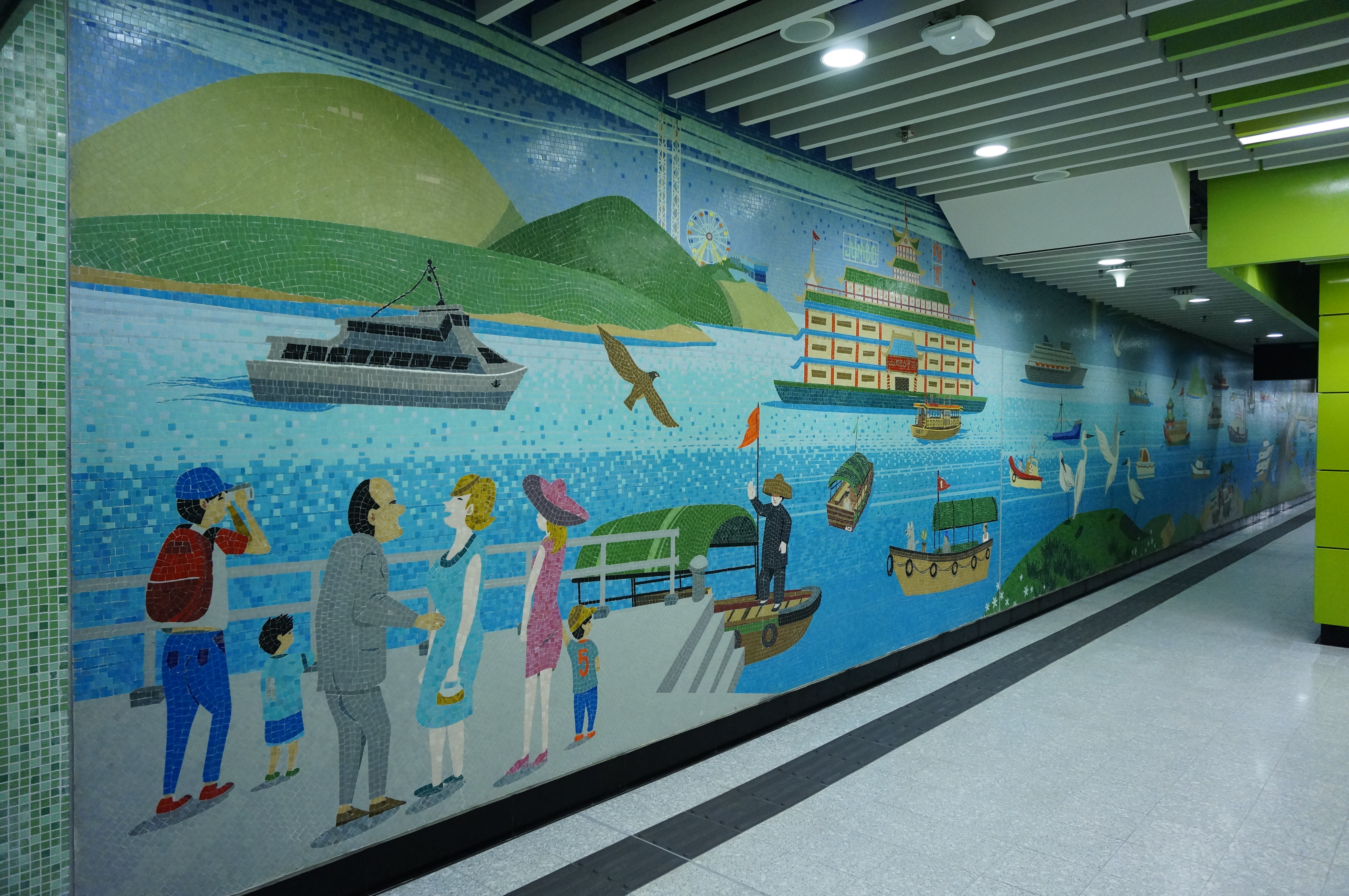
パブリックアート

海怡半島駅（かいいはんとうえき、ホイイープントウえき、サウスホライズンえき）は香港香港島南区にあるMTR南港島線東段の駅である。

## 概要
香港島から香港仔海峡を渡った鴨脷洲西部にある終着駅。港鉄に所属しない高層住宅の名称が駅名として採用された初の例となる。駅識別カラーは「ライトグリーン」。
省人化のため有人窓口（客務中心）はなく、タッチパネル式の自助客務機（セルフ式精算機・チャージ機）やオペレーター通話機能を備えたカウンターが代わりに設置されている

## 駅構造
島式ホーム1面2線の地下駅。

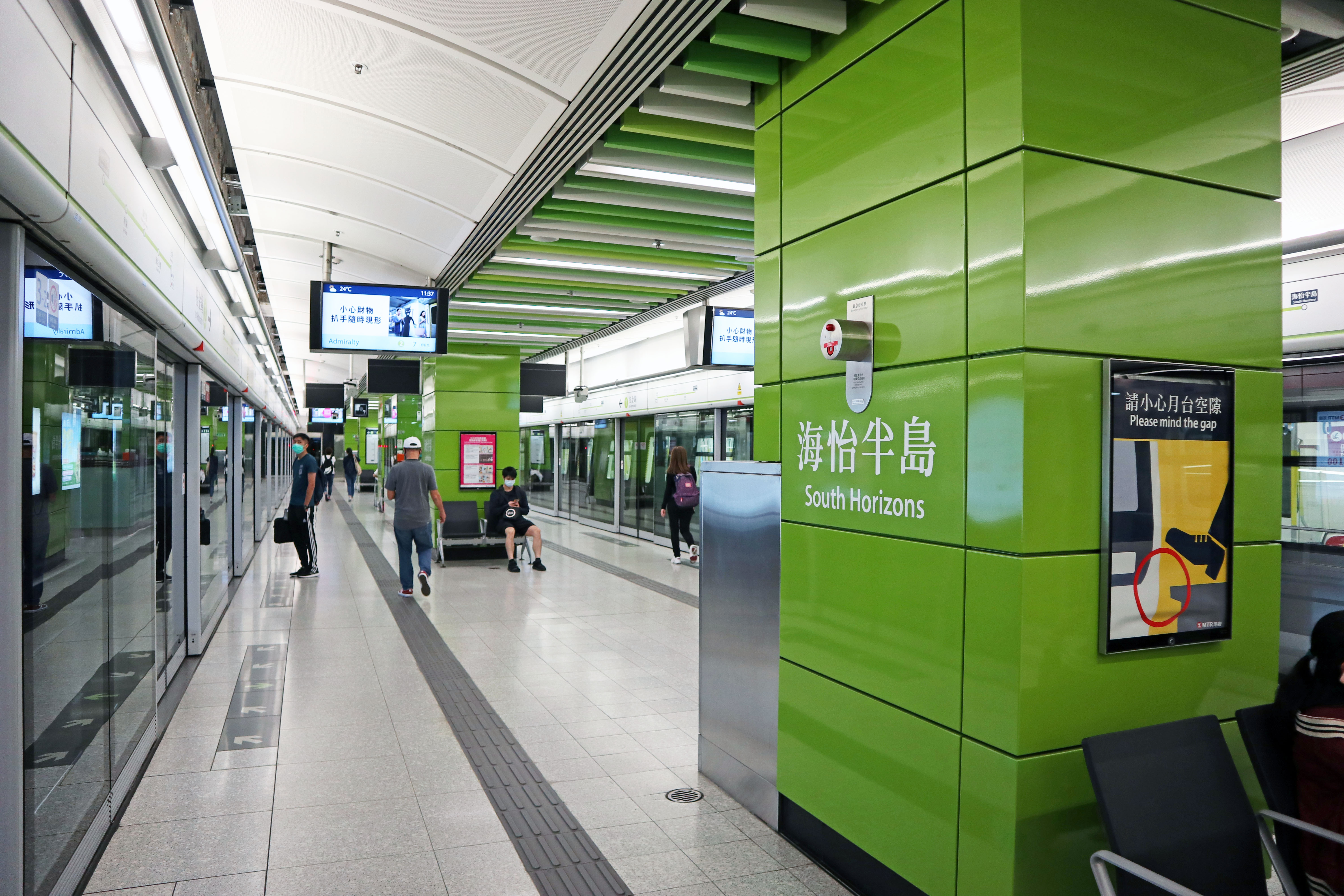
ホームの様子

### のりば
| G 地上          | -          | 出入口                                                        |
| L1 コンコース階 | コンコース | 資訊台（改札外）、無料Wi-fiスポット、売店、自動券売機、トイレ |
| L2 ホーム階     | ➋番線      | ■南港島線金鐘方面（利東）→                                    |
| L2 ホーム階     | 島式ホーム |                                                               |
| L2 ホーム階     | ❶番線      | ■南港島線金鐘方面（利東）→                                    |

### 駅出口
- A出入口：海怡東商場
- B出入口：海怡路
- C出入口：怡南路

## 利用状況
平日はラッシュ時3分20秒間隔、日中4分30秒間隔、土曜日は日中4分30秒間隔、夕方4分間隔、日祝日は日中4分30秒間隔で3両編成の無人運転列車が運行される。

## 駅周辺
- 鴨脷洲邨（中国語版）
- 海怡東商場
- 海怡宝血小学
- 香港南区官立小学（中国語版）
- 香港電燈公司綜合大楼
- 海怡半島（中国語版）（第一期、第二期、第三期、第四期/御庭園）
- 海怡広場（中国語版）（西翼）
- 利南道
- 海怡半島公共交通結節点（中国語版）
- 香港駕駛学院（中国語版）（自動車教習所）
- 新海怡広場（中国語版）

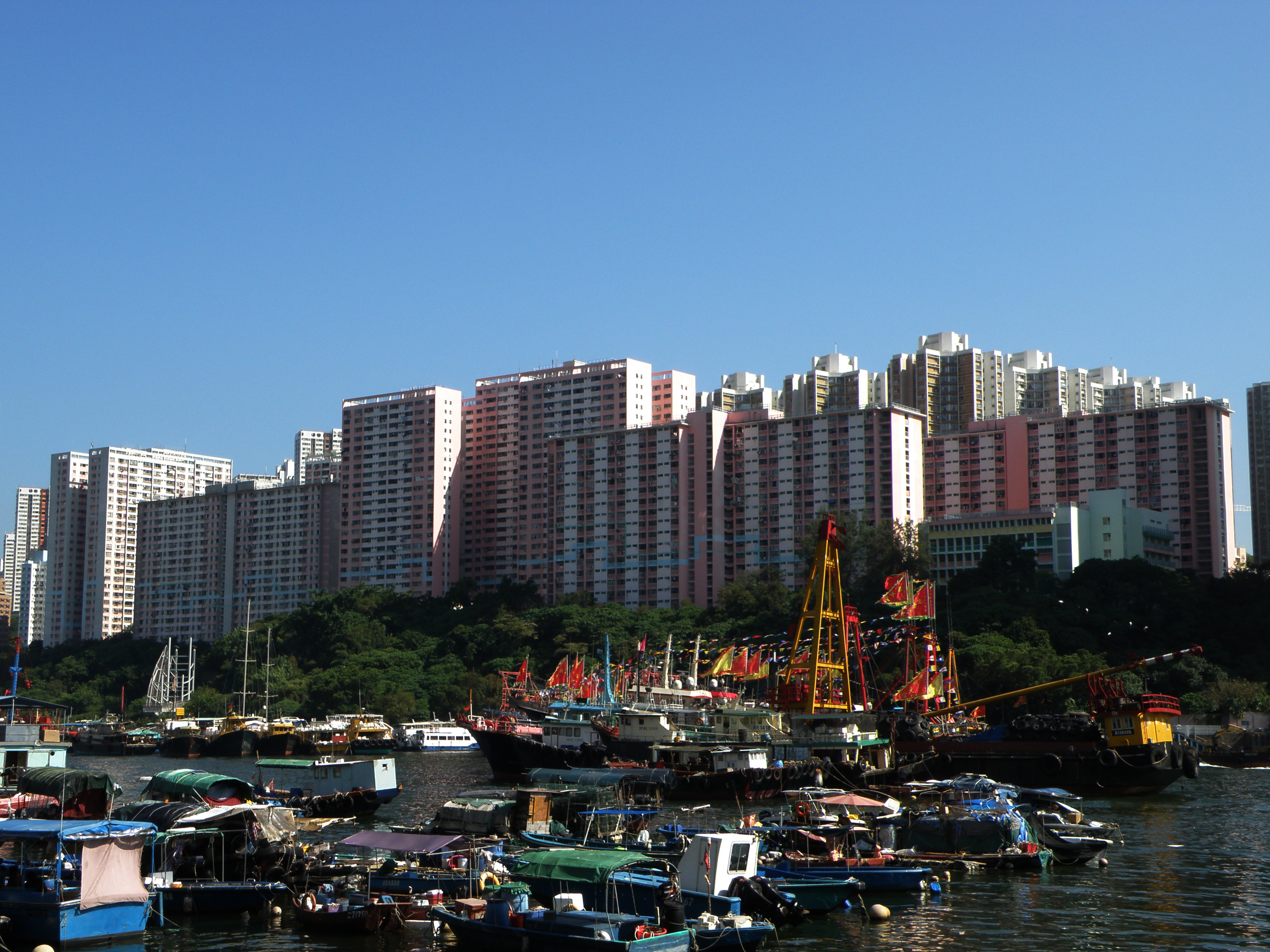
鴨脷洲邨
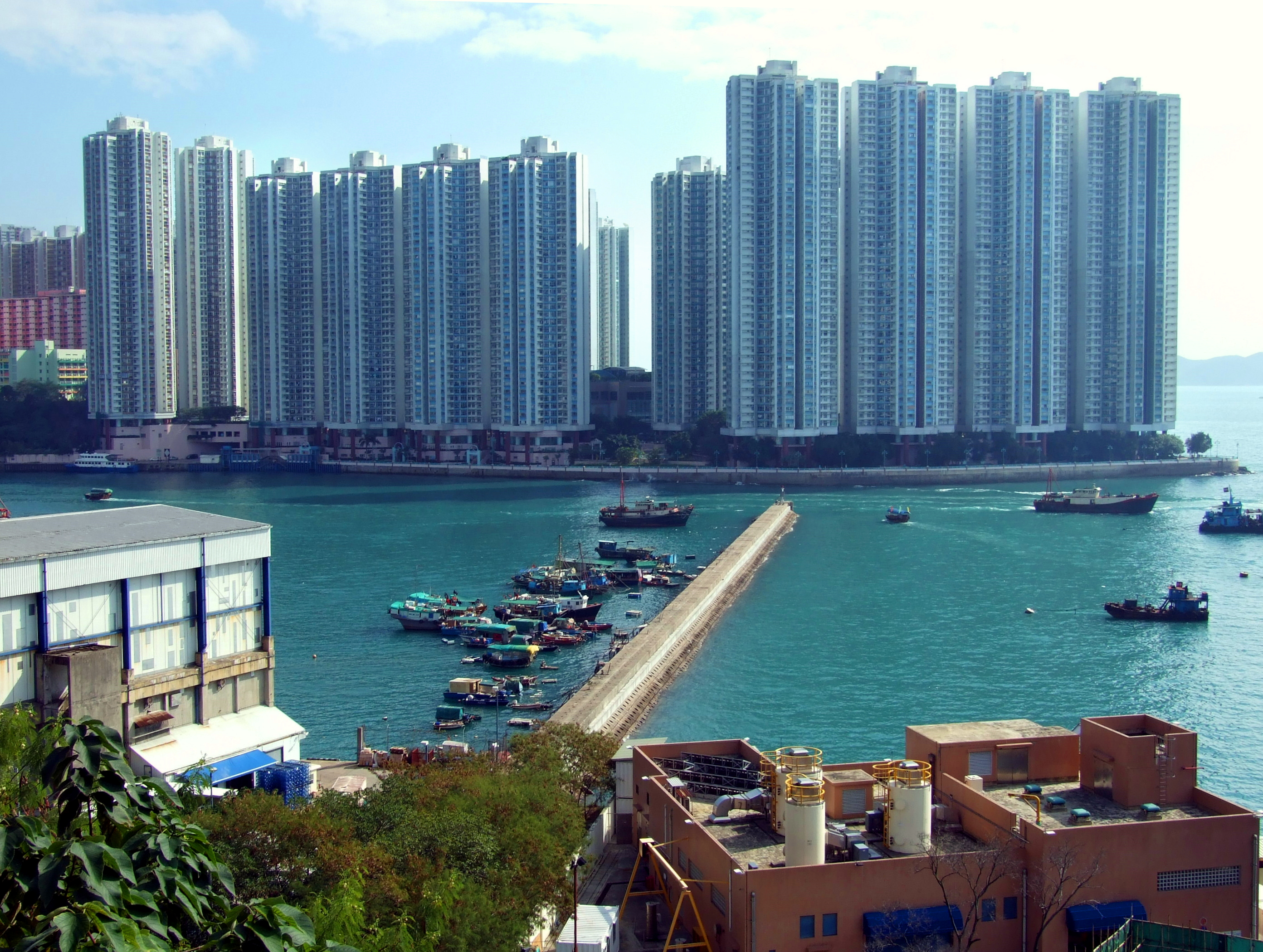
海怡半島（第一期・二期）
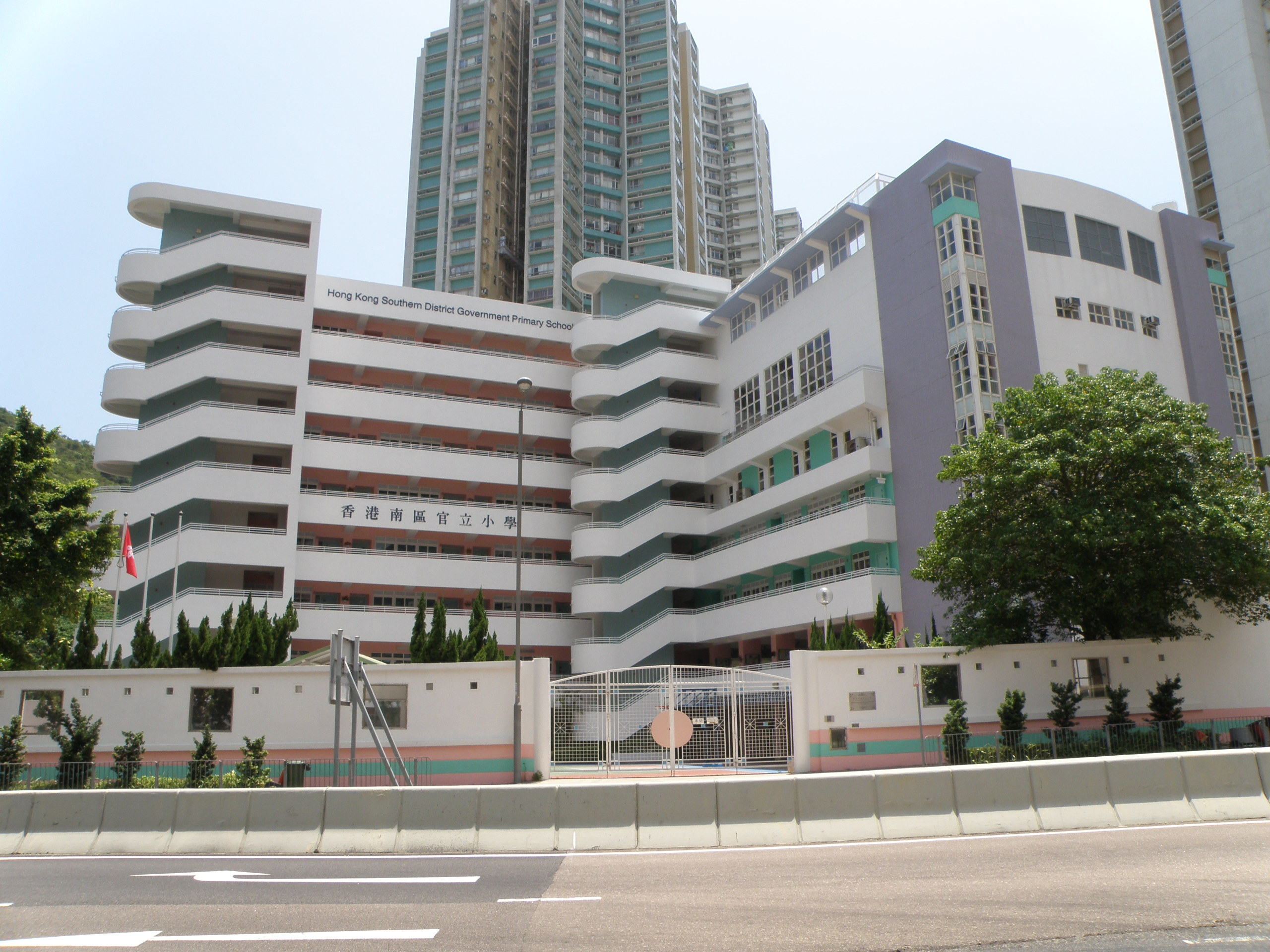
南区官立小学
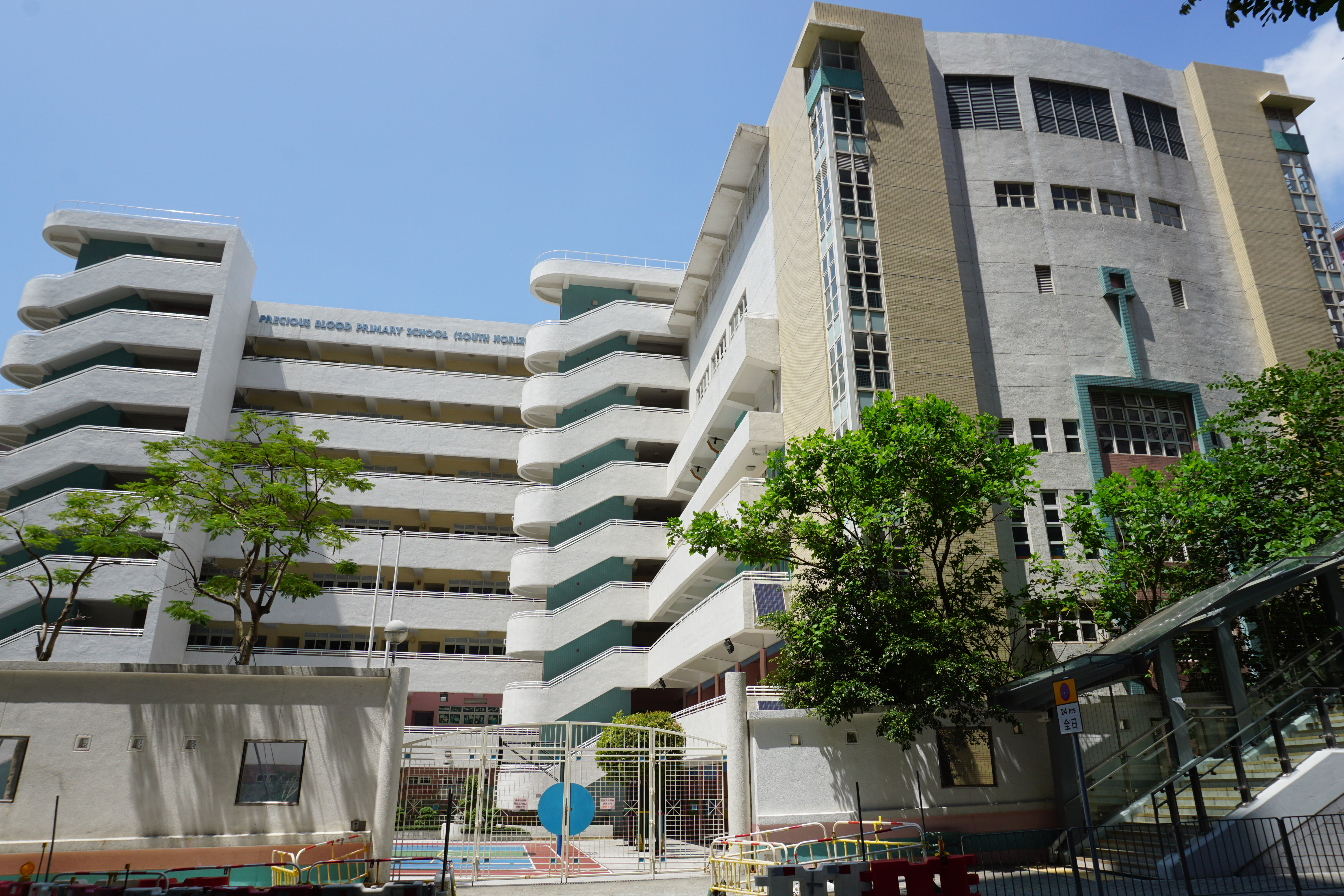
宝血小学
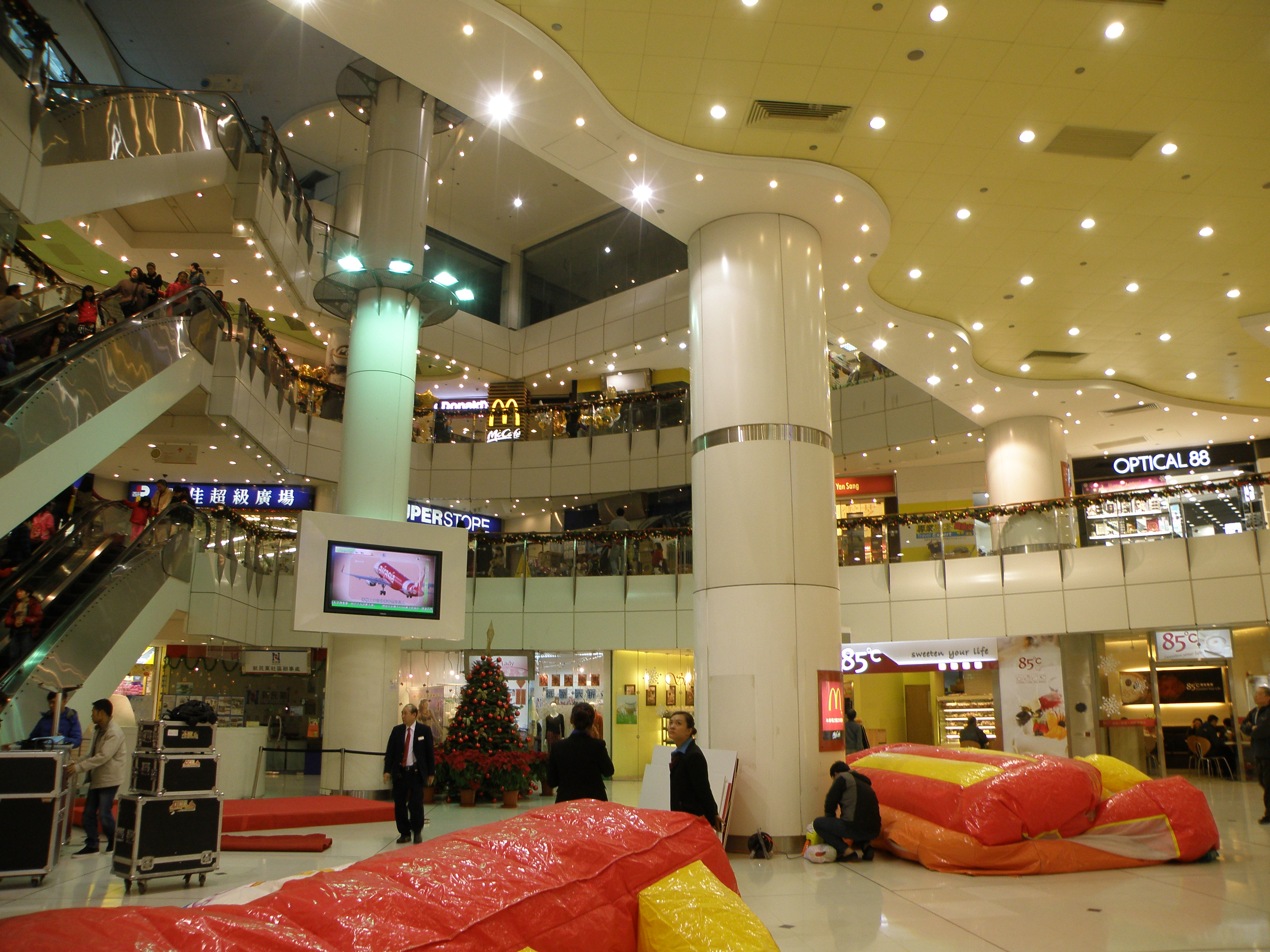
海怡広場（西翼）
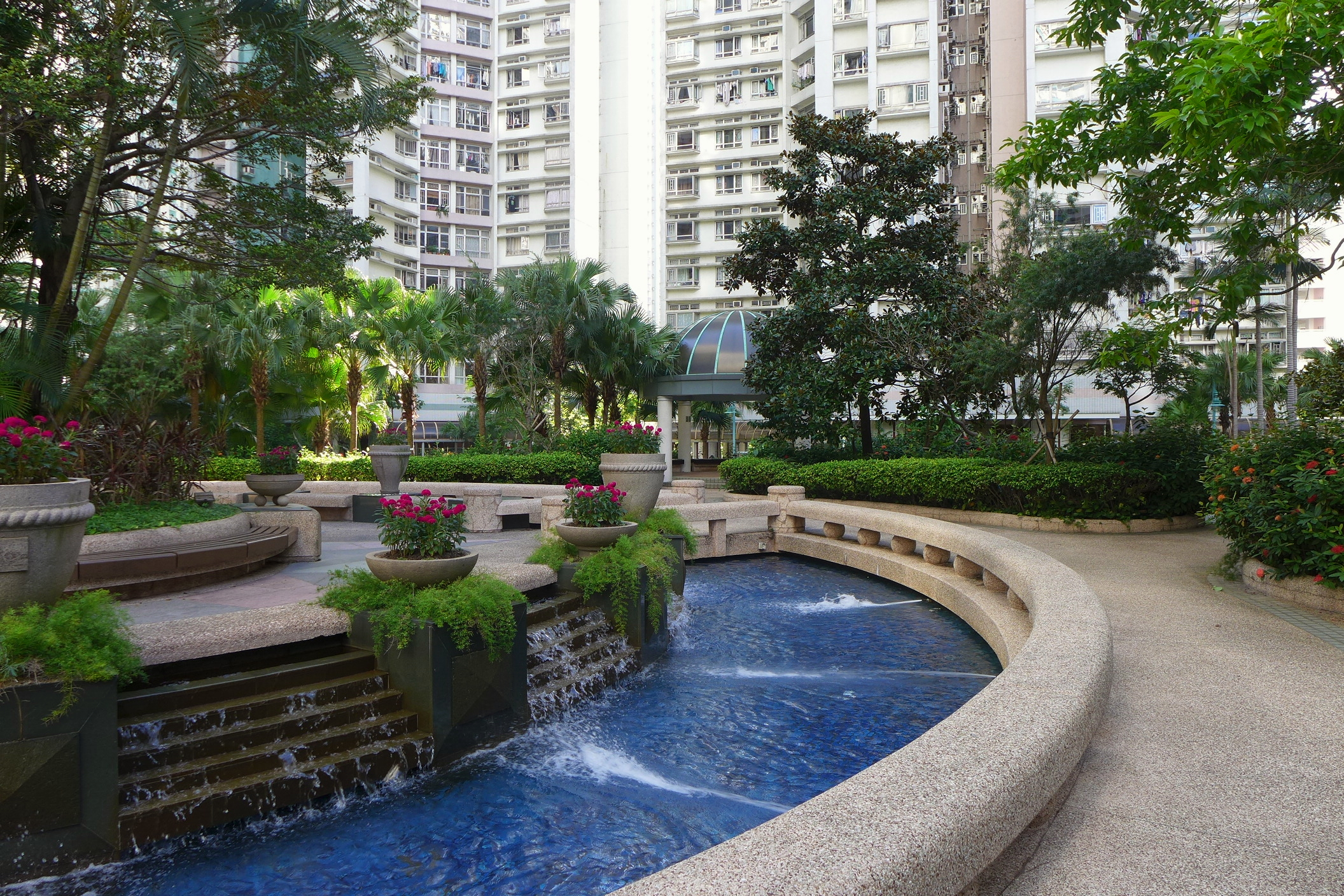
海怡半島（第四期/御庭園）
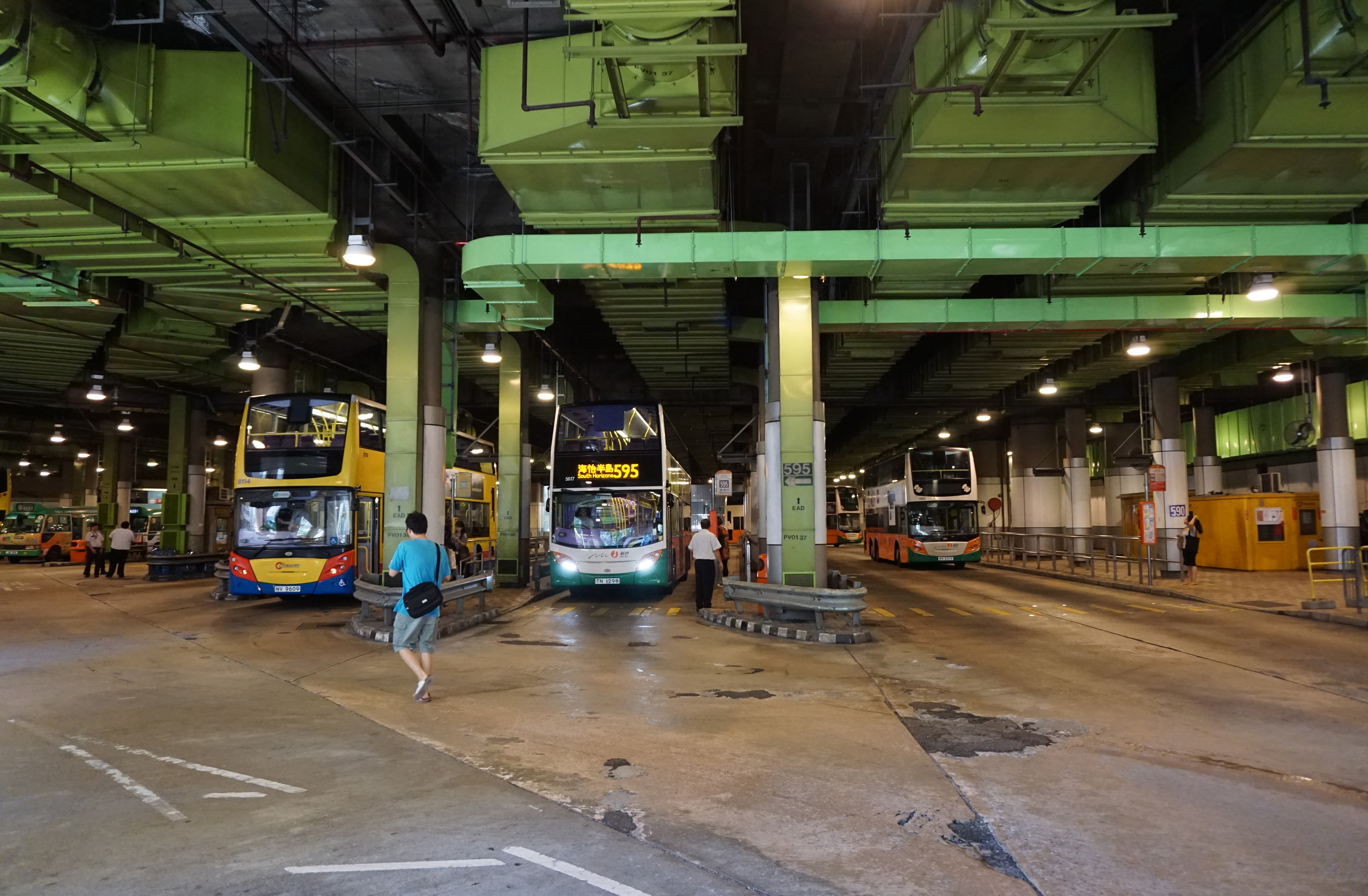
海怡半島公共運輸交匯処
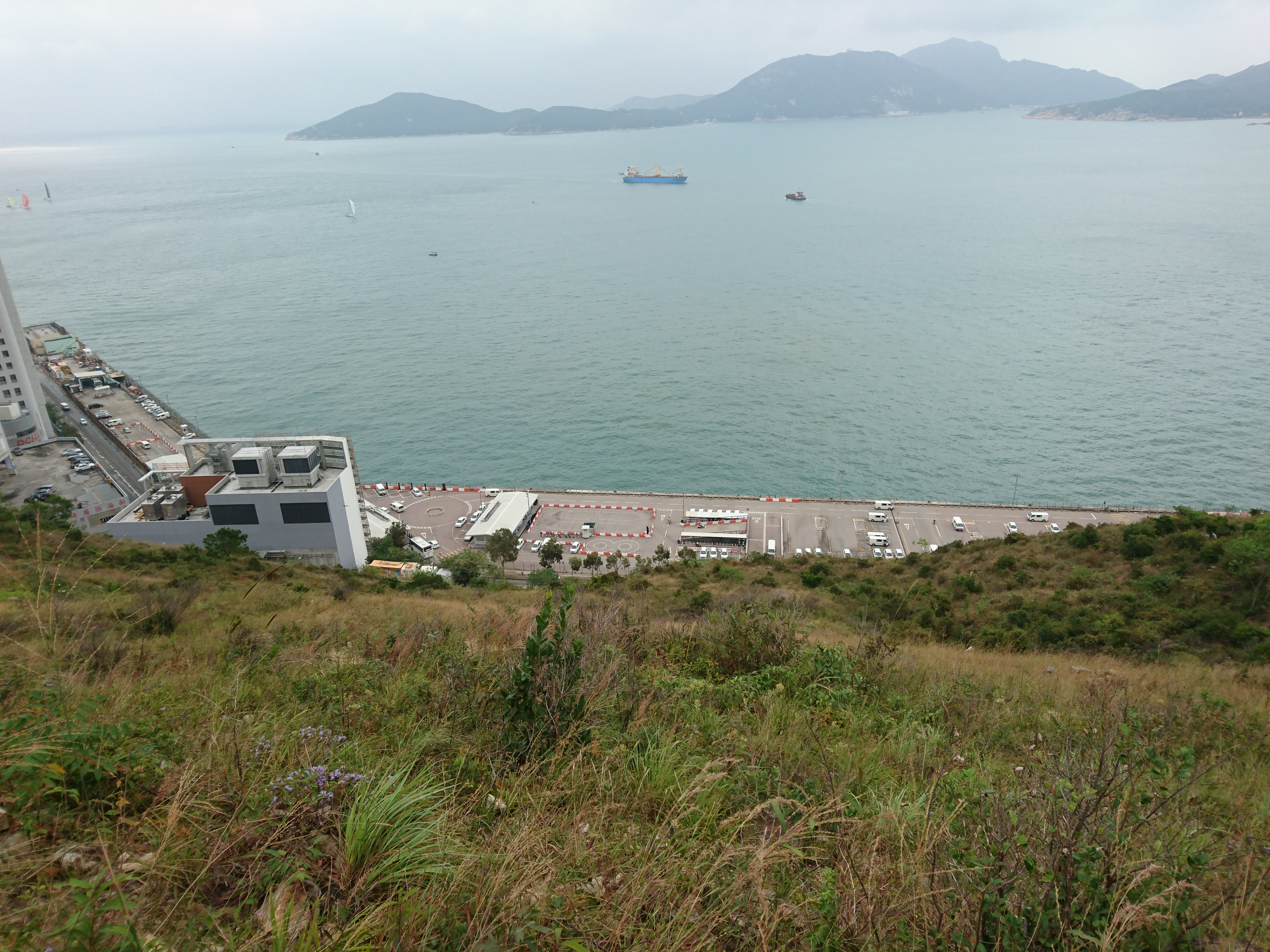
香港駕駛学院
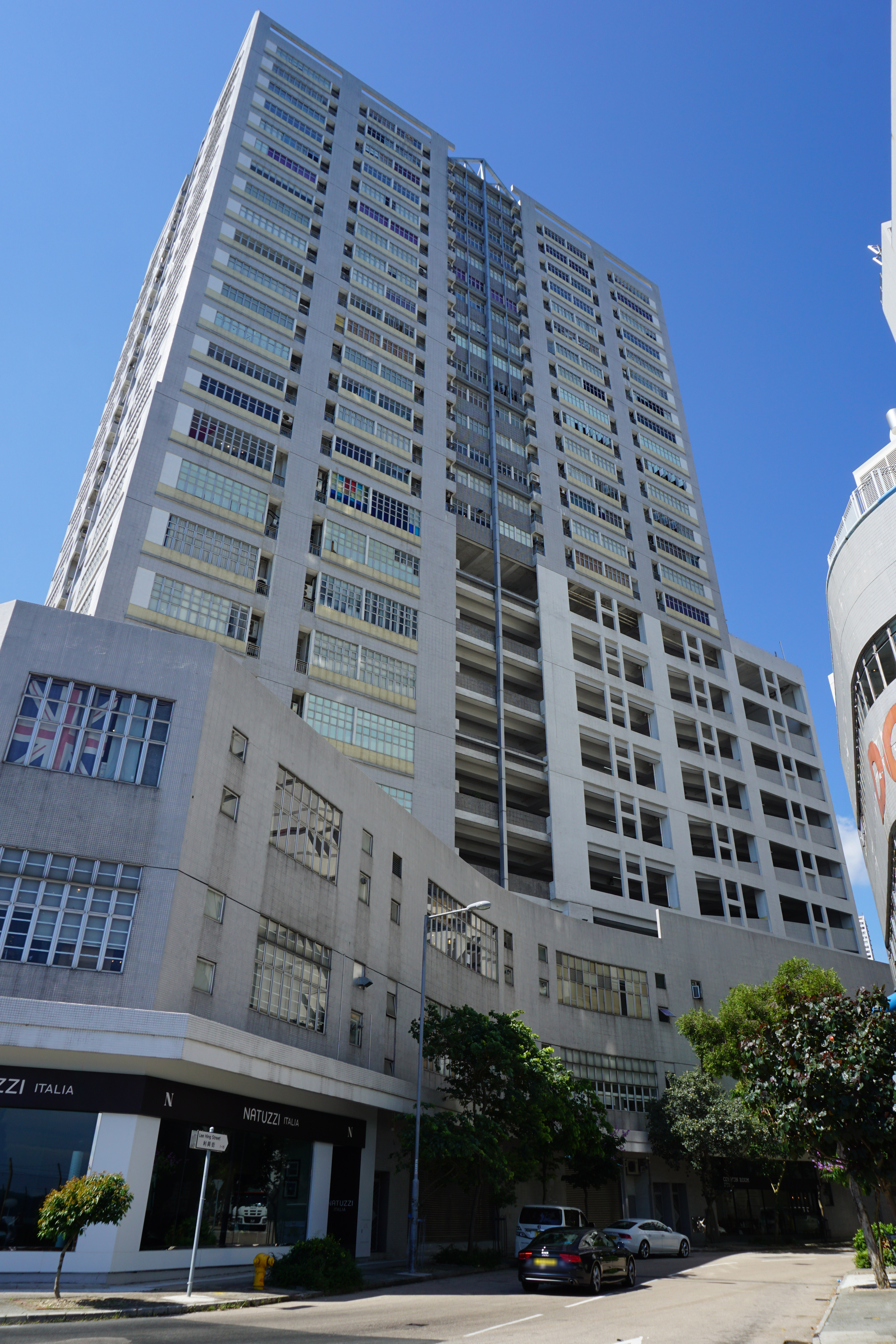
新海怡広場

## 歴史
- 2011年5月18日 - 行政府が南港島線東段財務計画批准。
- 2011年5月 - 起工。
- 2016年12月28日 - 開業。

## 隣の駅
香港鉄路 (MTR)
■南港島線 (東段)
利東駅 - 海怡半島駅